# Universiteit van Californië - San Diego
De Universiteit van Californië - San Diego (UCSD of UC San Diego) is een openbare universiteit in de Amerikaanse staat Californië. UCSD is een van de tien campussen van de Universiteit van Californië. De universiteit in San Diego is opgericht in 1960. Haar bibliotheek, de Geisel Library, is een bekend brutalistisch gebouw. Een van de stichters van de universiteit is de oceanograaf en latere klimaatwetenschapper Roger Revelle (1909-1991), naar wie ook een “residential college” is genoemd. 
Berkeley · Davis · Irvine · Los Angeles · Merced · Riverside · San Diego · San Francisco · Santa Barbara · Santa Cruz
- Bibsys: 90043549
- Biblioteca Nacional de España: XX140939
- Bibliothèque nationale de France: cb12359354x (data)
- Catàleg d'autoritats de noms i títols de Catalunya: 981058514981006706
- CiNii: DA14311086
- Gemeinsame Normdatei: 26533-0
- International Standard Name Identifier: 0000 0001 2107 4242
- Library of Congress Control Number: n79045170
- MusicBrainz: fcd3ae3c-ea68-4fb2-9125-27048a0f4f4d
- Bibliotheek van het Japanse parlement: 00697813
- Nationale Bibliotheek van Tsjechië: ko2008416764
- Nationale bibliotheek van Australië: 35979227
- Nationale Bibliotheek van Israël: 987007269091105171
- Nationale Bibliotheek van Polen: a0000003581287
- Réseau des bibliothèques de Suisse occidentale: 02-A000193411
- SNAC: w6pk47t2
- Système universitaire de documentation: 035478462
- Trove: 1171641
- Union List of Artist Names: 500312845
- Virtual International Authority File: 124468765